# Rhynchocalamus arabicus
Rhynchocalamus arabicus là một loài rắn trong họ Rắn nước. Loài này được Schmidt mô tả khoa học đầu tiên năm 1933.